# Helga Schmidt-Glassner
Helga Schmidt-Glassner (* 1911 in Mährisch-Ostrau; † 1998 in Stuttgart) war eine deutsche Fotografin des 20. Jahrhunderts. Vor 1960 findet sich ihr Name auch mit „ß“ geschrieben: Glaßner bzw. Schmidt-Glaßner.

## Leben
Helga Glassner erhielt ihre fotografische Ausbildung in den Jahren 1933 bis 1936 an der heutigen Höheren Graphischen Bundes-Lehr- und Versuchsanstalt in Wien. In den Folgejahren spezialisierte sie sich auf Architektur- und Kunstdokumentation mittels Fotografie. Im Zweiten Weltkrieg bis 1948 lebte sie in Berlin und wirkte an der Aktion Farbige Reproduktion ortsfester Kunstwerke, die eventuell durch Kriegseinwirkungen beschädigt oder zerstört werden konnten, mit. 1942 beteiligte sie sich an der SS-Hetzschrift der "Untermensch". 1948 heiratete sie den in Stuttgart lebenden Kunsthistoriker und Denkmalpfleger Richard Schmidt. Ab 1950 lebte das Paar zusammen in Stuttgart. Helga Glassner nahm den Doppelnamen Schmidt-Glassner an. Ihre Fotografien illustrieren zahlreiche Publikationen, unter anderem von Richard Schmidt, zu Kunst- und Bauwerken.
Schmidt-Glassner hinterließ mehr als 18.000 meist großformatige Aufnahmen zu Architektur, Plastik, Kunstgewerbe, Volkskunst und Kulturgeschichte der wichtigsten mitteleuropäischen Kunstepochen. In den 1930er Jahren fotografierte sie für die Landschafts- und Städtebücher des Verlags Langewiesche in Königstein im Taunus. Diese Zusammenarbeit setzte sich nach dem Weltkrieg fort, während dessen sie für den Deutschen Kunstverlag auch in Böhmen arbeitete. Über 20 Bände erschienen alleine in dessen Reihe Deutsche Lande, deutsche Kunst. Im Münchener Callwey Verlag erschienen weitere Arbeiten der Fotografin.
Schmidt-Glassner war Mitglied der Gesellschaft Deutscher Lichtbildner (GdL), heute Deutsche Fotografische Akademie.

## Fotografien in Veröffentlichungen (Auswahl)
Die Bände der Reihe Deutsche Lande, deutsche Kunst sind in jenem Artikel vollständig verzeichnet.
- Wien. Das Antlitz der Stadt in Bildern. Frick Verlag, Wien 1941.
- Karl-Heinz Clasen: Kloster Maulbronn. Verlag Karl Robert Langewiesche Nachfolger, Königstein im Taunus 1949.
- Einführung von Hans Eichler: Der Marienschrein im Münster zu Aachen. Hirmer Gesellschaft für Wissenschaftliches Lichtbild, München 1953.
- Julius Baum: Zwölf deutsche Dome. Atlantis Verlag, Zürich/Freiburg 1955.
- Leo Bruhns: Tilman Riemenschneider. Verlag Karl Robert Langewiesche Nachfolger, Königstein im Taunus 1956.
- Richard Schmidt: Deutsche Reichsstädte. Hirmer, München 1957.
- Helmut Schoppa: Die Kunst der Römerzeit in Gallien, Germanien und Britannien. Büchergilde Gutenberg, Frankfurt am Main 1958.
- Richard Schmidt: Stift St. Gallen. Verlag Karl Robert Langewiesche Nachfolger, Königstein im Taunus 1958.
- Richard Schmidt: Burgen des deutschen Mittelalters. Hirmer, München 1959.
- Theodor Müller u. a.: Deutsche Plastik von der Frühzeit bis zur Gegenwart. Verlag Karl Robert Langewiesche Nachfolger, Königstein im Taunus 1969.
- Gislind M. Ritz: Alte geschnitzte Bauernmöbel. Callwey, München 1974, ISBN 3-7667-0307-2.
- Margarete Baur-Heinbold: Schöne alte Bibliotheken. Ein Buch vom Zauber ihrer Räume. Callwey, München 1975, ISBN 3-7667-0340-4.
- Hugo Borger: Das Römisch-Germanische Museum Köln. Callwey, München 1977, ISBN 3-7667-0384-6.
- Leonie von Wilckens: Das Puppenhaus: Vom Spiegelbild des bürgerlichen Hausstandes zum Spielzeug für Kinder. Callwey, München 1978, ISBN 3-7667-0438-9.
- Gerhart Egger: Bürgerlicher Schmuck: 15. bis 20. Jahrhundert. Callwey, München 1984, ISBN 3-7667-0730-2.
- Johannes Beer: Ottobeuren, 1950, Langewiesche, Königstein im Taunus 1988, ISBN 3-7845-1132-5.
- Luisa Hager: Nymphenburg. Verlag Karl Robert Langewiesche Nachfolger, Königstein im Taunus 1990, ISBN 3-7845-1051-5.